# ジョン・ケネス・ガルブレイス
ジョン・ケネス・ガルブレイス（John Kenneth Galbraith、1908年10月15日 - 2006年4月29日）は、カナダ出身の制度派経済学者である。ハーバード大学名誉教授。身長は2メートルを超え、偉大な業績とも相まって「経済学の巨人」と評された。

## 生涯
ガルブレイスはカナダ・オンタリオ州・アイオナ・ステーションに農家の子供として生まれ、ダットンにて育った。1931年、オンタリオ農業大学（当時はトロント大学の系列校、現ゲルフ大学）にて学士取得、カリフォルニア大学バークレー校にて修士号（1933年）および博士号（1934年）を取得している。1937年には米国市民権を獲得した。
第二次世界大戦中、彼は物価局の副局長として戦時インフレ抑止に活躍、アメリカにおける「物価皇帝」price czarの異名をとった。終戦時彼は連合国戦略爆撃調査団の一員として調査を実行、戦略爆撃は戦争終結短期化に効果はなかったとの結論を導き出している。またドイツおよび日本の戦後統治に関するアドヴァイザーともなった。また彼は1943年から1948年にかけて「フォーチュン」誌の編集者を務め、1949年にはハーヴァード大学の経済学教授に就任した。
ジョン・F・ケネディ大統領とは友人であり、同大統領の任命により1961年から1963年にかけて米国の駐インド大使として赴任、同地でインド政府の経済開発の支援を試みる。1972年にはアメリカ経済学会の会長を務め、また1997年にはカナダ勲章(Officers of the Order of Canada)を受勲している。
私生活面では、彼はキャサリーン・アトウォーターと結婚、マサチューセッツ州・ケンブリッジに居住し、夏季の別荘をヴァーモント州・ニューフェインに所有している。4人の息子をもうけたが、うち一人は早世、ジェームズ・K・ガルブレイスは父同様に有名な経済学者となりテキサス大学オースティン校（リンドン・B・ジョンソン公共政策研究科）教授を務めた、ピーター・W・ガルブレイスはアメリカの外交官・外交評論家としてバルカン半島諸国や中東関係に造詣が深い。
2006年4月29日、老衰のため米マサチューセッツ州の病院で死去。ガーディアン紙によれば死因は肺炎の合併症による可能性がある。彼はフランクリン・ルーズベルトのアドヴァイザーとしては現存する最後のひとりであった。元大統領ビル・クリントンのコメントなどから、彼の健康状態がかなり悪化しているのではないかとする懸念が生じていた。97歳。

## 業績と評価
20世紀においてその著作が最も読まれた経済学者といっても過言ではない。終身教授であったハーバード大学において、教鞭をとった1934年から1975年にかけて、50作以上の著書と1000を超える論文を著し、またルーズベルト、トルーマン、ケネディ、ジョンソンの各政権に仕えた。1961年、就任まもないケネディ大統領は、ガルブレイスを駐インド大使に任命し1963年まで赴任した。ロバート・ラヴェット曰く、当時の財界はガルブレイスを一流の“小説家”と見なしていた。
アメリカ経済学会の会長を務めたこともあったガルブレイスであるが、その主張は、主流派（古典派的）経済学者からは偶像破壊主義者的に見做されることも多い。その理由としては、ガルブレイスが経済学の数学的なモデリングを忌避し、平易な記述の政治経済学を指向していることが挙げられる。またさらには、彼の論理が確固とした実証研究に基づいていないと批判する経済学者も少なくない。彼は、進歩主義的価値を重視し、政府による市場介入の支持者であり、文筆の才にも恵まれた故に多くの著作を刊行し、経済学上のトピックを扱った数多くの通俗的な著書も多く（一部は1950年代、60年代以降ベストセラーとなった）、その中でも経済学上の理論が必ずしも実社会ではうまく調和しないことを説いている。
生涯を通じ、ガルブレイスは経済社会の現実に対する鋭い批判・批評を行ってきた。「具体的に何をどうすればよいのかという提言はほとんどなかった」とされ、例えば大企業の政治力を抑制する改革案として「信条、女性、国家の3つの解放」を提唱するなど、その余りに理想主義的な姿勢も評価が分かれる所以となっている。
最晩年の2004年に出版され、高い評価を得た伝記"John Kenneth Galbraith: His Life, His Politics, His Economics"は、その経歴足跡と思想に関する新たな関心を呼び起こした。

## 著作
ガルブレイスの著作は、多くの経済学者にとって批判的議論の対象となっている。特に新古典派経済学およびオーストリア学派の流れを汲む者はガルブレイスの主張に反対し、その研究の正確性に疑問を提起している。
1952年に刊行された『アメリカの資本主義（邦題）』において、ガルブレイスは、将来のアメリカ経済が三頭政治的、すなわち大企業、大規模労働組合および政府による支配を受けるであろうことを、大恐慌以前には大企業のみが経済に対する支配力を持っていたことと対比して論じている。
1958年に著された初期の代表作『ゆたかな社会（邦題）』で、アメリカ経済が成功に向かうためには、大規模な公共事業、例えば高速道路、教育といった分野への投資が必要になるであろうと述べている。また、生産者側の宣伝によって消費者の本来意識されない欲望がかき立てられるとする依存効果(dependence effect)を説いた。さらに、彼は、それまで疑われることのなかった前提、すなわち「物質生産の持続的増大が経済的・社会的健全性の証である」という考えに対して、疑問を投げかけている。この立場から、彼は、しばしば最初の脱物質主義者の一人と考えられている。この著作は、（ガルブレイスのケネディ大統領への影響力からみて）ケネディ、ジョンソン両政権で実施された公共投資政策、いわゆる「貧困との戦い」に大きく貢献したと考えられている。
『ゆたかな社会』は、リバタリアニズム(自由至上主義者)により、大きな論争を引き起こし、アイン・ランドは「ガルブレイスが主張しているのは、中世の封建主義に過ぎない」と反論し、マレー・ロスバードは「錯誤、ドグマ的前提、昔ながらのレトリック技法に満ち溢れ、そこには筋道立った議論は存在しない」と評した。
1967年の『新しい産業国家』でガルブレイスは、アメリカでは完全競争の仮定に当てはまるような産業は実際にはほとんど存在しないとを述べている。『ゆたかな社会』『新しい産業国家』『経済学と公共目的』は三部作と呼ばれる。また自身は『ゆたかな社会』『新しい産業国家』を（最も要となる）著作と考えている。
1977年の"The Age of Uncertainty"は、英国で13回のBBCテレビドキュメンタリーになった。日本語訳『不確実性の時代』は、1978年のベストセラーとなった。日本での売れ行きは、発売半年で42刷・50万部。井狩春男によると、それまで日本では経済書がベストセラーになるという概念がなかったという。
『不確実性の時代』も、マネタリストから反論は激しく、特に著名なミルトン・フリードマンは、1980年に『選択の自由 Free to Choose』というテレビ番組を制作、その著作もベストセラーとなった。フリードマンが『選択の自由』で提起した政策は、新保守主義の経済政策の支柱であり、1980年代前後よりイギリス・サッチャー政権、アメリカ・レーガン政権で実施され、日本でも中曽根政権の「公社民営化」から小泉政権による「聖域なき構造改革」にいたるまで、さまざまな政策に反映された。『選択の自由』は、影響力の点では一時的には『不確実性の時代』を凌ぐものとなったが、サブプライムローン問題に端を発するリーマン・ショックはじめ2008年前後の世界同時株安によって、フリードマンの評価は急落した。
1990年刊の『A Short History of Financial Euphoria（邦題はバブルの物語）』で、ガルブレイスは、数世紀にわたる金融バブルの状況を追い、その全てに共通する原理はレバレッジであるとした上で、「来たるべき偉大な」と称される類の過大な期待は、多くが非合理的要因による錯覚に過ぎず、とりわけバブルの絶頂においては、懐疑に対する排斥が激しくなるとの警鐘を鳴らしている。自身の体験としてブラック・マンデーの崩壊を予測して批判を受けた経緯が語られている。

## ノーベル経済学賞について
アメリカの経済学者トーマス・カリアーは「偏見の強いノーベル賞選考委員会は、知名度・人気も抜群の20世紀の経済学者をもう一人（他の一人はジョーン・ロビンソン）、賞（ノーベル経済学賞）の対象から外してしまった。20世紀を代表する経済学者の一人ガルブレイスである。「リベラル過ぎる」「数学的でない」など理由はどうであれ、巨匠ガルブレイスの名がないことは、受賞者名簿の不備を際立たせる一例である」と指摘している。

## 著書の日本語訳
- 『大恐慌――その教えるもの』（経済往来社, 1958年）
  - 『大恐慌――1929年は再びくるか』（徳間書店, 1971年）
    - 新訳版（徳間書店, 1988年、「ガルブレイスの大恐慌」徳間文庫, 1998年）

  - 『大暴落1929』（日経BPクラシックス, 2008年）
- 『ゆたかな社会』（岩波書店, 1960年、増補版1985年 ほか／岩波現代文庫, 2006年 ほか）、新版多数
- 『経済開発の展望』（ダイヤモンド社, 1962年）
- 『アメリカの資本主義』（時事通信社, 1965年）
  - 『アメリカの資本主義』（白水社, 2016年）、著作集(1)を改訂
- 『新しい産業国家』（河出書房新社, 1968年／講談社文庫, 1984年）
- 『軍産体制論――いかにして軍部を抑えるか』（小川出版, 1970年）
- 『アメリカの保守と革新――民主党はよみがえるか』（ぺりかん社, 1971年）
- 『経済学・平和・人物論』（河出書房新社, 1972年）
- 『中国を考える――ガルブレイス訪中記』（番町書房, 1973年）
- 『大使の日記――ケネディ時代に関する私的記録』（河出書房新社, 1973年）
- 『経済学と公共目的』（河出書房新社, 1975年／講談社文庫, 1985年）
- 『マネー：その歴史と展開』（TBSブリタニカ, 1976年）
- 『不確実性の時代』（TBSブリタニカ, 1978年／講談社文庫, 1983年／改訂版 講談社学術文庫、2009年）
- 『繁栄の危機――対訳』（TBSブリタニカ, 1979年）
- 『大衆的貧困の本質』（TBSブリタニカ, 1979年）

- 『ガルブレイス著作集』全10巻（TBSブリタニカ, 1980-1983年）

1 アメリカの資本主義・大恐慌1929
2 ゆたかな社会・大衆的貧困の本質
3 新しい産業国家
4 経済学と公共目的
5 マネー：その歴史と展開
6 不確実性の時代
7 スコッチ気質
8 ある自由主義者の肖像
9 回想録
別巻 ガルブレイス・リーダー
- 『権力の解剖 「条件づけ」の論理』（日本経済新聞社, 1984年）

- 『経済学の歴史――いま時代と思想を見直す』（ダイヤモンド社, 1988年）
- 『バブルの物語――暴落の前に天才がいる』（ダイヤモンド社, 1991年、新版2008年）
- 『満足の文化』（新潮社, 1993年／新潮文庫, 1998年／ちくま学芸文庫, 2014年）
- 『よい世の中』（日本能率協会マネジメントセンター, 1998年）
- 『20世紀を創った人たち――ガルブレイス回顧録』（TBSブリタニカ, 1999年）
- 『ガルブレイスのケネディを支えた手紙』（TBSブリタニカ, 1999年）
- 『悪意なき欺瞞――誰も語らなかった経済の真相』（ダイヤモンド社, 2004年）

### 日本版オリジナル
- 『ガルブレイス 世界を読む：富と英知の使い方』（TBSブリタニカ, 1984年）、冊子本
- 『実際性の時代』岸本重陳共著・訳（小学館, 1991年）
- 『ガルブレイス：おもいやりの経済』（たちばな出版, 1999年）
- 『日本経済への最後の警告』（徳間書店, 2002年）
- 『ガルブレイス わが人生を語る』（日本経済新聞社, 2004年）
  - 『私の履歴書』（日本経済新聞朝刊, 2004年1月）に連載
- 『人間主義の大世紀を　わが人生を飾れ』池田大作共著（潮出版社，新版2005年）

## 伝記
- "John Kenneth Galbraith: His Life, His Politics, His Economics" Richard Parker (2004)
  - リチャード・パーカー『ガルブレイス―闘う経済学者』

井上広美訳（日経BP社（上中下）, 2005年）
- ペギー・ラムソン『ガルブレイス―その発想と人間ドラマ』

八木甫訳（プレジデント社, 1992年）、長年の知人による伝記
- 根井雅弘『ガルブレイス　異端派経済学者の肖像』（白水社, 2016年）